# Poraqueiba sericea
El humarí, guacure, yure o teechi (Poraqueiba sericea) es una planta originaria de la Amazonia, distribuida tanto en forma silvestre en el bosque natural, como cultivada, en Brasil, Colombia, Ecuador y más cultiva es en Perú, en zonas húmedas no inundables, entre 23° y 25 °C. y hasta 500 m s. n. m.

## Descripción
Es un árbol de 30 hasta 40 m de altura, y de 60 cm 1 m de diámetro. Cultivado alcanza de 7 a 14 m de altura y de 28 a 35 cm de diámetro. Hojas simples, alternas, de bace aguda, elípticas anchas, hasta de 21,5 cm de longitud por 11 cm de ancho; pecíolo de 3 cm de longitud. Inflorescencia en canícula. Flores con corola amarilla. El fruto es una drupa obovoide de 5 a 10 cm de longitud y de 4 a 8 cm de diámetro; cáscara delgada, lisa, lustrosa, de color amarillo, negro, rojo o verdoso; mesocarpo comestible de 2 a 5 mm de espesor, de textura grasa semejante a la mantequilla, de color amarillo y sabor agradable, contiene grasas, carbohidratos, proteína, zinc, calcio y vitamina A; endocarpo duro, leñoso, contiene una semilla grande con endospermo abundante.
Se propaga sembrando el endocarpo conteniendo la semilla en bolsas y después se trasplanta. Puede sembrarse a la sombra asociado con otros cultivos. La germinación ocurre a partir de los 38 días después de la siembra, a los 3 años fructifica y a los 5 está en plena producción. Se cosecha en el suelo el mismo día que cae la fruta.

## Usos
- Pulpa de fruta fresca. Tiene un sabor agradable y aroma fuerte característico. Se consume directamente en estado natural, acompañada de fariña. de yuca o cocinada con arroz; tradicionalmente, se unta al casabe (pan de la yuca) o a otros alimentos como mantequilla.[4]
- Pulpa en la preparación de cahuana, bebida tradicional no alcohólica, a base de almidón de yuca.[6]
- Aceite de pulpa; se extrae aceite comestible y se utiliza en la preparación de arroz y frituras. Actualmente se extrae industrialmente.
- Semilla asada comestible.[6]
- Almidón de semilla, tradicionalmente se mezcla con almidón de yuca para preparar el casabe. En la industria, la harina del umari sustituye a la harina de trigo y además se usa en la producción de pegamentos para la industria maderera del laminado. Es medicinal para uso dermatológico.
- Hojas en medicina popular.
- Forraje. Se utiliza en alimentación de cerdos.
- Madera para construcción[7] y para carbón.[4]